# Alfred Charles Gimson
Alfred Charles Gimson, pseudonim Gim (ur. 7 czerwca 1917 w Londynie, zm. 22 kwietnia 1985 tamże) – brytyjski fonetyk, zajmujący się wymową języka angielskiego. W 1966 roku został profesorem fonetyki na University College London, a od roku 1971 aż do emerytury w roku 1983 był dyrektorem instytutu fonetyki i językoznawstwa na UCL.

## Życiorys
Przed obroną pracy licencjackiej z romanistyki spotkał się z profesorem Danielem Jonesem, ówczesnym dyrektorem instytutu fonetyki i zainteresował się problemami fonetyki. Zanim rozwinął się jako naukowiec, w roku 1939 dostał powołanie do armii brytyjskiej, gdzie dosłużył się stopnia majora. Był oficerem łącznikowym wojsk francuskich i Polskich Sił Zbrojnych. Daniel Jones interweniował w sprawie wcześniejszego zwolnienia go z armii, aby mógł podjąć pracę jako wykładowca fonetyki.
Daniel Jones przygotowywał Gimsona jako swojego następcę. Gdy przeszedł na emeryturę, Gimson objął po nim funkcję sekretarza Międzynarodowego Towarzystwa Fonetycznego i redaktora jego organu Le Maître Phonétique. Już jako samodzielny naukowiec Gimson podtrzymał i odświeżył naukowy nurt pracy Jonesa, polegający na nacisku na praktyczne podejście w dziedzinie tworzenia i rozpoznawania dźwięków. Korzystał przy tym z dorobku strukturalistów amerykańskich, przejmując od nich odmienną notację fonemów i alofonów. W roku 1962 opublikował podręcznik Introduction to the Pronunciation of English, który został z miejsca zaakceptowany jako standardowy opis Received Pronunciation, zastępując poprzednie opracowanie Jonesa.
Będąc dobrym mówcą, stał się znany dzięki swoim porannym programom o wymowie w radiu BBC. Dzięki swoim publikacjom English Pronunciation Practice (1965), A Practical Course of English Pronunciation: a perceptual approach (1975) stał się rozpoznawalny jako naukowiec zajmujący się metodyką  nauczania angielskiego jako języka obcego. Był autorem English Pronouncing Dictionary. Pracował nad rozwojem transkrypcji języka angielskiego, używając systemu, w którym długość samogłoski wskazywana była wprost, podczas gdy zmiany jakościowe tylko pośrednio (np. /i/ – /i:/). Inną metodę proponował David Abercrombie, który promował podkreślanie zmian jakościowych kosztem ilościowych (np. /i/ i /ɪ/). Gimsonowi zaproponował, by kosztem redundancji połączyć oba systemy, tak by zarówno zmiany ilościowe, jak i jakościowe były podawane wprost.
Po odejściu D. B. Fry’a w r. 1973, połączono w jeden dotąd odrębne instytuty językoznawstwa i fonetyki. Kierownictwo w nim objął Gimson. W tamtych czasach większość uczestników wykładów  tego instytutu to byli nie tyle studenci UCL, ile osoby zdobywające uprawnienia do wykonywania zawodu logopedy. Gimson odegrał dużą rolę w przekształceniu brytyjskiej logopedii w dyscyplinę akademicką. W czasach Jonesa instytut fonetyki przyciągał niewielkie gron słuchaczy, Gimson pozostawił po sobie instytut ze znaczącą liczbą studentów. 
Zmarł na zawał mięśnia sercowego, 2 lata po przejściu na emeryturę.